# Voleibol adaptat
El voleibol adaptat és un esport d'equip que es juga en una pista dividida en dues parts iguals per una xarxa. En cada part se situa un equip compost de 6 jugadors, que normalment juguen persones amb discapacitats físiques a causa d'alguna amputació. Per poder participar en el joc has de tenir un mínim de discapacitat.
L'objectiu del joc és passar la pilota per sobre de la xarxa, que aquesta divideix el camp. El joc es practica en un camp de 10x6 metres. Cada equip haurà d'aconseguir que la pilota boti dins del camp contrari i despondrà d'un màxim de 3 "cops" abans que la pilota passi la ret.
Dins de la branca del voleibol adaptat hi trobem dues modalitats, que cada una requereix un grau de discapacitat diferent:
El voleibol dempeus; per poder jugar has d'haver patit alguna amputació. Es juga pràcticament igual que el voleibol, és a dir amb el mateix reglament.
El voleibol assegut; que aquest és per a discapacitats físics o amb alguna paràlisi cerebral. En aquest cas les normes són diferents que les del voleibol convencional. Varia amb l'altura de la xarxa, les mides del camp i la línia s'avança a 2 metres en comptes dels 3 metres normals.

## Història
El voleibol en si va ser creat per William George Morgan, el dia 9 de febrer del 1895. Un professor d'educació física d'una escola d'Amèrica. Per fer classe es va inventar un joc diferent dels altres. Va decidir crear un esport que fos entretingut pels alumnes, però que a l'hora no fos de contacte.
Tot i així l'aparició del voleibol adaptat, no és molt clara, ja que hi ha dues versions diferents sobre el seu origen.
Hi ha gent que creu que el voleibol assegut va néixer als Països Baixos en els anys 50, al combinar el voleibol amb un joc alemany anomenat Sitzbal. La seva popularitat es va anar estenent una dècada més tard i avui en dia ho practiquen més de 50 països.
Altres persones opinen que a partir de les seqüeles de la Segona Guerra Mundial van provocar l'aparició d'una sèrie d'esports dins del món dels minusvàlids. Un d'aquests va ser el voleibol, al principi era jugat per associacions militars i centres de rehabilitacions.
Diuen que aquest esport va néixer concretament a Europa Occidental i també s'ha anat desenvolupant a Amèrica del Nord, Nord Àfrica i Àsia. En total més de 30 països ho practiquen en l'actualitat.
A més dels Jocs Paralímpics es disputen Campionats Nacionals en diferents països d'Europa. També es fan Campionats Continentals, Campionats del Món, Eurocopa de clubs i diversos tornejos.
En general l'Organització Internacional d'esports per a Lissiats (ISOD), va dir que el voleibol junt amb el bàsquet sobre cadira de rodes, són els esports per a persones amb discapacitat per equips amb més popularitat a nivell internacional.

## Regles del joc

### Com es juguen els punts
Per començar a jugar un punt, el jugador situat a la zona 1 efectua el servei des de darrere de la línia de fons (9metres) de manera que la pilota arribi al camp contrari passant per sobre de la xarxa. L'equip contrari pot tocar la pilota fins a 3 vegades abans de tornar-la a l'altre camp, i així successivament, fins que un equip aconsegueix fer caure la pilota a terra dins del camp contrari o que algú cometi una infracció.

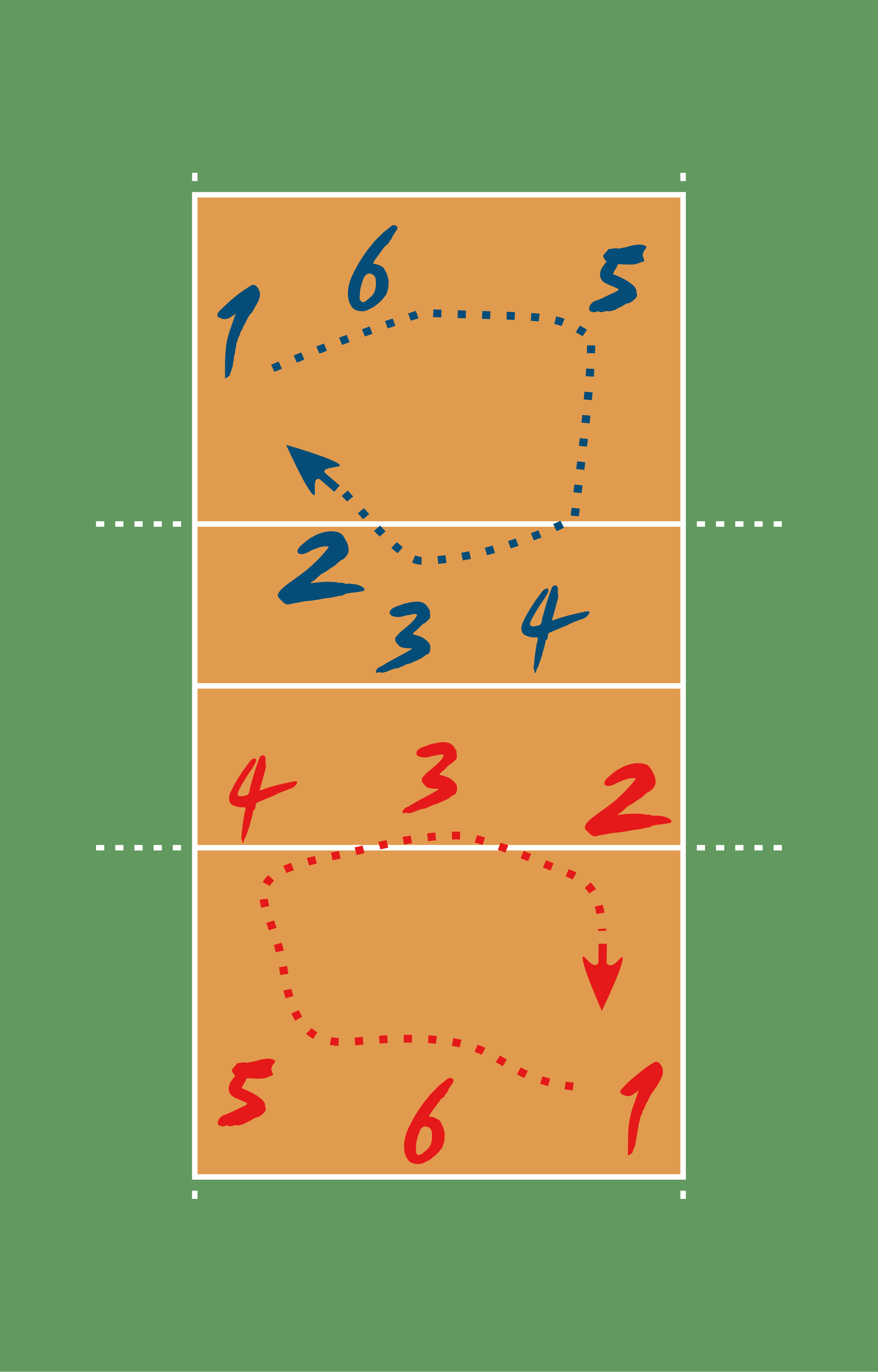
Posicions i la rotació del voleibol adaptat

Cal destacar particularment que el jugador, obligatòriament, ha d'estar assegut a la pista sense poder aixecar la pelvis del terra.

### La puntuació dels partits
Tots els partits es juguen al millor de cinc sets. En els quatre primers guanya l'equip que arribi abans als 25 punts, sempre amb una diferència de dos. Mentre que el cinquè, que es juga si els dos equips han guanyat dos sets cada un, és el primer que arriba als 15 punts, també amb una diferència de dos punts.

### Posició dels jugadors i jugadores al camp
La pista de cada equip es divideix en sis posicions numerades. La número 1 està situada, amb els jugadors mirant a la xarxa, a la part dreta més allunyada de la xarxa i és la posició des d'on es posa en joc la pilota. La posició 2 és davant del número 1, entre la "línia d'atac" i la xarxa. Al davant i centre hi ha la posició 3 i a l'esquerra d'aquesta hi ha la posició número 4, darrere seu la 5 i al mig de la pista la posició 6.
Quan durant el partit, el servei canvia d'equip, ja que ha fet el punt, aquest equip ha de fer una rotació de posicions en el sentit de les agulles del rellotge.

### Les regles adaptades
1. Àrea del joc: L'àrea del joc inclou la pista de joc i la zona lliure. Aquest és rectangular i simètric.
1.1. Dimensions: La pista és un rectangle de 10x6 metres, rodejat per una zona lliure de 2 metres d'ample per a tots els costats.
1.2. Línia de pista: Les línies laterals estan incloses dins dels 10x6 metres de pista. Aquestes són de color clar. L'eix de la línia central divideix el terreny de joc en dos camps de 5x6 metres. Les línies d'atac són paral·lels a la línia central, i es troben a 2 metres d'aquesta.
1.3. Zones i àrees: Zona de front, zona de servei, zona de substitució.
2. Xarxa i pals: La xarxa mesura 7 metres de llarg per 0,8 metres d'ample, està formada per una malla a quadres de 10 centímetres. L'altura de la xarxa és de 1.15 metres. L'altura dels pals és de com a mínim 1,15 metres per a homes i 1,05 metres per a dones i se situa a 0.25 centímetres de la línia lateral.
3. Participants: Indumentària: els jugadors poden utilitzar pantalons curts, poden jugar embenats.
4. Entrenadors: En els temps morts l'entrenador i el seu ajudant podrà entrar al camp de joc.
5. Posicions dels jugadors i rotació: Les posicions dels jugadors venen determinades i controlades per la posició de les seves natges, això vol dir que la/s mà/ns poden estar a la zona d'atac, o fora de la pista a la zona lliure.
6. Servei: Per a l'execució del servei, el jugador que realitza aquesta acció (sacador) s'ha de col·locar dins la zona de servei. Les natges del sacador han d'estar darrere (no en contacte) de la línia de fons en el moment de colpejar la pilota.
7. Cop d'atac: Un jugador no pot aixecar les natges del terra al realitzar qualsevol tipus de cop d'atac. Un davanter pot rematar el servei del contrincant, sempre que la pilota estigui en la seva zona d'atac i sobre la part superior de la xarxa.
8. Bloqueig: Els davanters poden bloquejar el servei de l'adversari. En realitzar un bloqueig tampoc poden aixecar les natges del terra.
El jugador pot tocar el camp amb la part superior del cos, excepte quan realitza joc defensiu a la zona de defensa ho a la zona lliure. En el joc de defensa es permet pèrdua de contacte momentània al camp. Està permès que la pilota vagi directament al camp contrari.
9. Altres: Està prohibit caminar i posar-se dret durant el joc.
10. Senyals dels àrbitres.
10.1. Aixecar-se del camp: L'àrbitre separa lentament els palmells de les mans, paral·leles a terra, assenyalant posteriorment al jugador que ha comentat falta.
11. Situació dels àrbitres: Al contrari del que passa en voleibol, on el primer àrbitre està situat en una cadira elevada per sobre de la xarxa, el segon està dret sobre la pista; en voleibol assegut romanen drets a banda i banda de la pista a causa de l'alçada de la xarxa, ja que els jugadors estan asseguts.
Podem concloure, que les regles bàsiques són molt similars a les del voleibol convencional.

## Classificació
La classificació del voleibol adaptat es basa respecte al grau d'amputació i la part afectada d'aquesta.
a)    Abreviacions.
- AK: Amputació per sobre del genoll, o en l'articulació del genoll.
- BK: Amputació per sota del genoll, però per sobre de l'articulació del taló-crural.
- AE: Amputació per sobre del colze, o en l'articulació del colze.
- BE: Amputació per sota del colze, però en o per sobre de l'articulació del canell.

b)    Minusvalidesa mínima per a la categoria d'amputació.
Amputació en o per sobre de l'articulació talo-crural o del canell. Si existís algun dubte sobre el nivell d'amputació, seria responsabilitat de l'esportista al presentar la radiografia recent del monyó en estar classificat.
c)    Codi bàsic de classificació.
- Classe A1: AK doble.
- Classe A2: AK simple.
- Classe A3: BK doble.
- Classe A4: BK simple.
- Classe A5: AE doble.
- Classe A6: AE simple.
- Classe A7: BE doble.
- Classe A8: BE simple.
- Classe A9: Combinació d'amputacions en extremitats inferiors i superiors.

Hi ha molts més sistemes de classificació respecte al tipus d'amputació que pateixis.